# Ершово (Череповецкий район)
Ершо́во — деревня в Череповецком районе Вологодской области.
Входит в состав Мяксинского сельского поселения, с точки зрения административно-территориального деления — в Мяксинский сельсовет.
Расстояние по автодороге до районного центра Череповца — 27 км, до центра муниципального образования Мяксы — 6 км. Ближайшие населённые пункты — Петряево, Филимоново, Малая Новинка, Фролково, Быково, Усищево.
По переписи 2002 года население — 6 человек.